# NGC 762
NGC 762 é uma galáxia espiral barrada (SBa) localizada na direcção da constelação de Cetus. Possui uma declinação de -05° 24' 08" e uma ascensão recta de 1 horas, 56 minutos e 57,9 segundos.
A galáxia NGC 762 foi descoberta em 22 de Novembro de 1785 por William Herschel.